# Motunui
Motunui (la grande île en  langue Maori, à partir de Motu Nui) est une petite ville du nord de la région de Taranaki, dans l’Île du Nord  de la Nouvelle-Zélande.

## Géographie
Elle est localisée sur le trajet de la route State Highway 3/S H 3 (en) tout  près des berges de North Taranaki Bight (en), à 6 kilomètres à l’est de a ville de Waitara.

## L’usine de méthanol
Motunui est la localisation de l’usine de fabrication de méthanol de Motunui, la plus grande dans le monde à l’époque de sa construction.
Elle fut ouverte en 1986 pour convertir le gaz naturel en méthanol et le méthanol en pétrole synthétique en utilisant un processus développé par la société Mobil.
L’usine était l’un des items du projet Think Big prôné par le troisième gouvernement national de Nouvelle-Zélande (en).
Une sortie dans l’océan des eaux usées de l’installation nécessita des recherches supplémentaires sur les apparences de cas significatifs de pollution, qui fut soumis au tribunal de Waitangi.
Le processus devint non viable économiquement à la fin des années 1990 du fait de l’effondrement du prix du pétrole, si bien que la part du pétrole synthétique dans l’installation fut mis à l'arrêt et la production de pétrole synthétique cessa en avril 1999. L’usine au contraire produisit uniquement du méthanol pour l’exportation.
La production de méthanol cessa en 2004 à l’approche de la déplétion du champ de gaz de Maui (en), qui fit augmenter le prix du gaz naturel.
En 2005, une station de production (sans nom particulier) pour le nouveau champ de Pohokura oil/gas field (en) offshore fut construite immédiatement à l’ouest de l’usine de Motunui.
L'usine commença une production commerciale en septembre 2006.
En 2008, le train de production de méthanol no  2 fut remis en service, suivit  par la ligne de synthèse  No.1 en 2012.
Actuellement, c'est la propriété de la société Methanex (en) qui le met en œuvre, et les 2 chaînes de production de l’usine ont une capacité de production annuelle totale de 2,4 millions de tonnes de  méthanol.

## Autres lectures

### Travaux sur l’Historique Général
- (en)Motunui School and districts centennial: 1894-1994, Motunui, [N.Z.], The School, 1994 (ISBN 0-473-02503-5)
- (en)D. P. Fraser, Waitara, n.p., D. P. Fraser, 1989

### Histoire de l’activité commerciales
- (en)GTG: gas to gasoline, New Plymouth, [N.Z.], Taranaki Newspapers, 1986
  - Ceci est un supplément du  Taranaki Daily News du 22 février 1986.
- (en)Mobil backgrounds the gas-to-gasoline project, Wellington, [N.Z.], Public Affairs Dept., Mobil Oil New Zealand, 1981
- (en)David Burns, Proposal to manufacture pyromellitic dianhydride and other derivatives of Motunui heavy gasoline : a presentation to the Minister of Energy in support of a joint application by ICI New Zealand Ltd and Applied Chemistry Ltd for first right of purchase for components of Motunui heavy gasoline, Wellington, [N.Z.], ICI New Zealand ; Applied Chemistry Ltd., 1984
- (en)John Cobb, New Zealand synfuel: the world's first natural gas to gasoline plant, New Plymouth, [N.Z.], New Zealand Synthetic Fuels Corporation, 1985
- (en)New Zealand Ministry of Energy, Synthetic gasoline: a real proposition : the synthetic gasoline plant, Motunui, North Taranaki, Wellington, [N.Z.], New Zealand Ministry of Energy, 1981
- (en)New Zealand Synthetic Fuels Corporation, Proposed synthetic petrol plant: application under the National Development Act 1979, Auckland, [N.Z.], Russell McVeagh McKenzie Bartleet & Co., 1980
- (en)New Zealand Synthetic Fuels Corporation, Proposed synthetic petrol plant: application under the National Development Act 1979, Auckland, [N.Z.], Russell McVeagh McKenzie Bartleet & Co., 1981
- (en)New Zealand Synthetic Fuels Corporation, Synfuel backgrounder, New Plymouth, [N.Z.], New Zealand Synthetic Fuels Corporation, 1986?
- (en)Synthetic petrol project, Motunui, Taranaki, New Plymouth, [N.Z.], New Zealand Synthetic Fuels Corporation, 198?

### Églises

#### Anglicane
- (en)Ada C. Alexander, St John the Baptist, Waitara: centenary, 1876-1976, New Plymouth, [N.Z.], Taranaki Newspapers, 1976

### Environnement
- (en)Bechtel Petroleum Inc. et En-Consult Technology, New Zealand Synthetic Fuels Corporation Limited proposed synthetic petrol plant: environmental impact report, Wellington, [N.Z.], Bechtel Petroleum, Inc. ; En-Consult Technology, 1981
- (en)New Zealand Commission for the Environment, Environmental impact audit by the Commission for the Environment on the proposal by the New Zealand Synthetic Fuels Corporation for a synthetic petrol plant at Motunui, Taranaki, Wellington, [N.Z.], New Zealand Commission for the Environment, 1981
- (en)Environmental impact assessment: Motunui transmission, Palmerston North, [N.Z.], New Zealand Electricity, Design and Construction, 1983
- (en)Taranaki Catchment Commission, Synthetic petrol plant, Motunui: recommendations to planning tribunal, Stratford, [N.Z.], Taranaki Catchment Commission and Regional Water Authority, 1981
- (en)Taranaki Catchment Commission, Dewatering programme at New Zealand Synthetic Fuels Corporation's site at Motunui, Stratford, [N.Z.], Taranaki Catchment Commission, 1983
- (en)Waitangi Tribunal, Motunui-Waitara environmental pollution claim, Taranaki: resource kit, Wellington, [N.Z.], Waitangi Tribunal, 1997
- (en)Bryan D. Bates, Part I, hydrology. Part II, groundwater, Stratford, [N.Z.], Taranaki Catchment Commission, 1981
- (en)William E. Bayfield, Oceanography, Stratford, [N.Z.], Taranaki Catchment Commission, 1981
- (en)Kevin D. Benge, Gravel budget of Motunui Beach, North Taranaki (M.Sc. - University of Waikato)', 1983
- (en)John Hutchings, Recreational use of water in areas adjacent to the proposed synthetic petrol plant at Motunui, North Taranaki, Stratford, [N.Z.], Taranaki Catchment Commission, 1981
- (en)Edward H. Jardine, Water and land use: part I, Tikorangi-Motunui district: part II, Onaero Catchment, Stratford, [N.Z.], Taranaki Catchment Commission, 1981
- (en)Alistair B. MacDiarmid et Janice Molloy, Part I, marine ecology. Part II, bacteriology, Stratford, [N.Z.], Taranaki Catchment Commission, 1981
- (en)R. C. Pilgrim et B. P. Roser, Trace elements in soil, Motunui-Waitara, Taranaki: base-line survey 1982, Wellington, [N.Z.], New Zealand Department of Health, 1982
- (en)Fergus M. Power, Toxicology, Stratford, [N.Z.], Taranaki Catchment Commission, 1981

### Maori
- (en)Waitangi Tribunal, Report of the Waitangi Tribunal on the Motunui-Waitara claim (Wai 6), Wellington, [N.Z.], Waitangi Tribunal, 1989
- (en)Waitangi Tribunal, The Waitangi Tribunal claims: a resource for schools. Set two, Wellington, [N.Z.], Waitangi Tribunal, 1992
- (en)Paul James, Occurrence and resolution of the Motunui-Waitara resource conflict (Wai-6) (M.Sc. - University of Canterbury)', 1993

### Personnes
- (en)Hard hats and oven mitts, Motunui, [N.Z.], New Zealand Synthetic Fuels Corporation, 1984
- (en)Nick Roskruge, Marias' [i.e. Maria's] family: a compilation of family history of Anna Maria Marsh/Terrill/Farquhar = Te whanau a Maraea no Motunui: no Motunui a te whanau Marahi, na Maraea kau haere e nga uri ma, Palmerston North, [N.Z.], Nick Roskruge, 1997

### Ecoles
- (en)Motunui School and districts centennial: 1894-1994, Motunui, [N.Z.], The School, 1994 (ISBN 0-473-02503-5)
- (en)Motunui (Waihi) School jubilee: 1894-1964, Motunui, [N.Z.], The Jubilee Committee, 1964
- Le nom de l’école fut changé  de  Waihi en Motunui en  1917